# Фани
Фани или Фанди је албанско племе и бајрак племена Мирдита, налази се у области Мирдита у централном делу северне Албаније. Фани се налази у горњем делу реке Фани и Вогељ. Фани се граничи са албанским племенима Мали и Зи на северу, Љума и Арени на истоку, Лура и Ороши на југу и Спачи на западу. Главна насеља Фана су: Бисак, Клос, Шењин, Домђон и Тира. Доминантна религија код Фана је католицизам.

## Историја
Племе Фани је добило име по реци Фан. Први пут се помињу као Фанти 1515. године. Помињу се у извештају Марина Биција 1610. година као Фанди; затим у писму Пјетер Будија као "Pandeimade" (тј. Фани и Мадх). Апостолски посетилац у Албанији Пиетро Стефано Гаспари током свог путовања 1671-1672. године бележи да у селу Качинару у Фану постоји црква изграђена од камена посвећена рођењу Пресвете Госпе. Постоји и олтар који је посвећен Госпи. У првом поузданом попису становништва у Албанији 1918. године под аустроугарском администрацијом, популациона статистика племена Фани била је следећа: 504 домаћинства са укупно 3.332 становника. То су била насеља: Бисак, Домђон, Конај, Сериљја, Шенђин и Џуџа. Постојале су значајне колоније племена Фани на западу Косова (око Пећи, Ђаковице и Призрена). Регион Фани био је веома сиромашан и услови за обраду земљишта су били лоши што је био један од разлога да се из племена Фани 1840. године 300 породица исели у планине Хаса код Ђаковице. 1850-их година 4.000 Фана је чувало своја стада оваца тамо. Емиле Вијет, француски конзул у Скадру, приметио је присуство племена Фани у Ђаковици 1866. године: "Католички елемент чине колонисти из бајрака Фани пореклом из Мирдите. Они су живели на овом подручју неколико генерација и сами управљају собом, не препознајући никога осим принца Мирдите као њиховог вођу. Они су у потпуности посвећени султану и представљају јединствену оружану силу која му је на располагању у случају напада муслиманских горштака у планинама."

### Порекло
Фани је један од пет бајрака племена Мирдити, мада не један од три оригинална бајрака (Спачи, Кушнени и Ороши). Првобитно је био део племена Лура на истоку, али се придружила Мирдитима када је Љума исламизована.
Фани није сродник са три оригинална бајрака. Фани су били непокорна група у османском временима и након тога. Због сталних пљачки, Фани су 1666. године од стране санџакбега Верлација протерани са племенске територије. Међутим, неколико година касније, они су се вратили у своју домовину. Такву казнену политику пресељења, као што су то радили Турци у Албанији, се ретко примењивала.